# Stathmopoda sideracma
Stathmopoda sideracma is een vlinder uit de familie Stathmopodidae. De wetenschappelijke naam van de soort is voor het eerst geldig gepubliceerd in 1915 door Meyrick.